# Radzyń Chełmiński
Radzyń Chełmiński este un oraș în Polonia.